# 4913 Wangxuan
4913 Wangxuan је астероид главног астероидног појаса са средњом удаљеношћу од Сунца која износи 2,443 астрономских јединица (АЈ).
Апсолутна магнитуда астероида је 12,8.